# إبسويتش (دائرة انتخابية في المملكة المتحدة)
ابسويتش  (بالإنجليزية: Ipswich)‏ هي إحدى الدوائر الانتخابية في المملكة المتحدة الممثلة في مجلس العموم في برلمان المملكة المتحدة.
عضو البرلمان الذي يمثلها حالياً هو :Chris Mole (Lab).